# Fobosov monolit
Fobosov monolit velika je stijena na površini Marsova mjeseca Fobosa, širine oko 85 m i visine oko 90 m. Monolit je geološka karakteristika koja se sastoji od jednog masivnog komada stijene. Monoliti se također prirodno pojavljuju na Zemlji, ali je sugerirano da bi Fobosov monolit mogao biti dio izbačene tvari nakon udara meteorita. Monolit je svijetli objekt u blizini kratera Stickney, opisan kao gromada "veličine zgrade", koja baca istaknutu sjenu. Otkrio ju je Efrain Palermo, koji je napravio opsežna istraživanja slika Marsove sonde, a kasnije je potvrdio Lan Fleming, koji radi na obradi slika u NASA-inom svemirskom centru Johnson.
Optech i Marsov institut predložili su neposrednu blizinu monolita kao mjesto slijetanja za robotsku misiju na Fobos poznatu kao PRIME (Phobos Reconnaissance and International Mars Exploration). Misija PRIME bila bi sastavljena od orbitera i lendera, a svaki bi nosio četiri instrumenta dizajnirana za proučavanje različitih aspekata Fobosove geologije. Trenutno PRIME nije financiran i nema planirani datum pokretanja. Bivši astronaut Buzz Aldrin govorio je o monolitu Fobosa i svojoj podršci misiji na Fobos.
Objekt se pojavljuje na slikama Mars Global Surveyora SP2-52603 i SP2-55103, iz 1998. godine. Objekt nije povezan s drugim monolitom koji se nalazi na površini Marsa, što je NASA zabilježila kao primjer česte površinske značajke u toj regiji.

## U fikciji
Fobosov monolit pojavljuje se u znanstveno-fantastičnom romanu Alastaira Reynoldsa iz 2012. godine, Blue Remembered Earth, gdje je njegova površina u cijelosti isklesana od strane gostujućih astronauta u izgled uništenog svemirskog broda.
Debitantski studijski album The Claypool Lennon Delirium, koji čine američki multiinstrumentalisti Sean Lennon i Primusov Les Claypool, objavljen 3. lipnja 2016., nosi naziv Monolith of Phobos.

## Vanjske poveznice
- USGS Mars Global Surveyor MOC slika 55103 - Stranica za pretraživanje  Arhivirana inačica izvorne stranice od 12. studenoga 2011. (Wayback Machine) Monolith Zoom  Arhivirana inačica izvorne stranice od 1. studenoga 2011. (Wayback Machine)
- Analiza SPS252603 i SPS255103 Lan Fleminga iz 2000.